# Armada (Michigan)
Armada – wieś w Stanach Zjednoczonych, w stanie Michigan, w hrabstwie Macomb.